# Poephila
Poephila – rodzaj ptaków z podrodziny mniszek (Lonchurinae) w rodzinie astryldowatych (Estrildidae).

## Zasięg występowania
Rodzaj obejmuje gatunki występujące w Australii.

## Morfologia
Długość ciała 11–15,5 cm, masa ciała 10,5–17,2 g.

## Systematyka

### Etymologia
- Poephila: gr. ποιη poiē – trawa; φιλος philos – miłośnik[7].
- Alisteranus: Alister William Mathews (1907–1985), syn australijskiego ornitologa Gregory’ego Mathewsa[8]. Gatunek typowy: Amadina cincta Gould, 1837.
- Neopoephila: gr. νεος neos – nowy; rodzaj Poephila Gould, 1842[9]. Gatunek typowy: Poephila belcheri Mathews, 1911 = Poephila personata Gould, 1842.

### Podział systematyczny
Do rodzaju należą następujące gatunki:
- Poephila personata Gould, 1842 – amadynka maskowa
- Poephila acuticauda (Gould, 1840) – amadynka długosterna
- Poephila cincta (Gould, 1837) – amadynka czarnogardła